# Église Saint-André de Morne-à-l'Eau
Pour les articles homonymes, voir Église Saint-André.
L'église Saint-André est une église catholique située à Morne-à-l'Eau en Guadeloupe, dédié à l'apôtre André et rattachée au diocèse de Basse-Terre et Pointe-à-Pitre. Construite de 1930 à 1933 sur les plans de l'architecte Ali Tur, l'édifice est inscrit aux monuments historiques en 1992 puis classé en 2017.

## Historique
La première église Saint-André est détruite lors du passage de l'ouragan Okeechobee sur l'archipel de la Guadeloupe en 1928. L'architecte français Ali Tur est chargé par l'État de mener l'ensemble des projets de reconstruction de l'île ce qui représentera une centaine de bâtiments érigés entre 1931 et 1937. Il s'agit de la première église construite Ali Tur qui a, à ce titre, porté une attention particulière à l'entrée de la lumière dans l'édifice (avec le principes des claustras) et aux détails des ornements. L'influence indirecte des travaux d'Auguste Perret, notamment de l'église Notre-Dame du Raincy en Métropole datant de 1923, est notable sur ces points,.
La construction de l'église, qui s'est déroulée de 1930 à 1933, a coûté à l'époque 1 800 000 FRF (1 193 886 EUR2023). Le clocher de l'église et le presbytère, détachés du bâtiment, sont érigés en 1936.
L'édifice est inscrit au titre des monuments historiques en 1992 puis classé en 2017. Du fait de son époque de construction elle a également reçu le label « Patrimoine du XXe siècle »[réf. nécessaire] et a bénéficié en 2019 de financements pour la restauration des dix-huit sites emblématiques du deuxième Loto du patrimoine,.

## Architecture et ornements
L'église Saint-André est construite en béton armé sur un plan basical, sans transept, avec une nef composée de trois travées, dont la travée centrale est haute de 13 mètres. Le narthex, constitué par une galerie couverte à caissons débordante de chaque côté, est accessible par une double volée d'un escalier à grand emmarchement. L'intérieur de l'église présente des aménagements de caissons en hauteur sous la corniche et de nombreux claustras (se substituant aux vitraux et protégés du soleil direct et intempéries par des lames de béton) pour la ventilation et l'éclairage naturel,,.
Le haut clocher-campanile de l'église, tout comme le presbytère, sont dès les plans initiaux séparés du corps de l'église, le premier devant même se trouver de l'autre côté de la place, à l'angle du parvis, avant finalement d'être érigé derrière l'abside. Également ajouré de claustras verticaux, il est surmonté d'une croix patté au sommet et porte une horloge. En 2020, le clocher est restauré grâce au financement du Loto du patrimoine,.